# The Turning - La casa del male
The Turning - La casa del male (The Turning) è un film horror del 2020 diretto da Floria Sigismondi.
Scritto da Chad e Carey Hayes, è un adattamento moderno della storia di fantasmi del 1898 Il giro di vite di Henry James. Il film è interpretato da Mackenzie Davis, Finn Wolfhard, Brooklynn Prince e Joely Richardson, e racconta di una giovane governante degli anni '90 che viene assunta per sorvegliare due bambini, uno tredicenne l'altra 8 anni più piccola, dopo la morte dei loro genitori.
Il film è entrato in produzione nel marzo 2016. Steven Spielberg ha funto da produttore esecutivo, desiderando essere nuovamente coinvolto in un film horror. L'adattamento ha attraversato due fasi: inizialmente come Haunted con Juan Carlos Fresnadillo come regista, poi come The Turning con Sigismondi. Le riprese si sono svolte presso la Killruddery House, nella contea di Wicklow, in Irlanda, da febbraio ad aprile 2018.
Il film è stato presentato in anteprima al Los Angeles Film Festival il 23 gennaio 2020 ed è stato distribuito nelle sale cinematografiche negli Stati Uniti a partire dal 24 gennaio 2020 dalla Universal Pictures. Le recensioni su Rotten Tomatoes lo hanno definito "elegante ma confuso", e ha ricevuto recensioni generalmente sfavorevoli su Metacritic.

## Trama
La signorina Jessel, governante nella tenuta Fairchild, fugge di casa in preda al panico e viene attaccata da un uomo cencioso.
Qualche tempo dopo, nel 1994, la giovane Kate Mandell accetta di diventare la governante della settenne Flora Fairchild dopo la scomparsa della precedente governante, la signorina Jessel. Prima di partire per la sfarzosa villa dove vive la piccola, Kate visita sua madre, che è ricoverata in un istituto psichiatrico in quanto soffre di deliri. Giunta alla dimora, la donna viene accolta dalla custode Mrs. Grose, la quale la informa che Flora è rimasta traumatizzata avendo assistito all'incidente d'auto in cui morirono i genitori. La bambina stringe amicizia con Kate e le fa promettere di non abbandonarla come la governante precedente.
Quella notte, Kate incontra il fratello di Flora, Miles, che è tornato dal collegio. Il giorno successivo Kate riceve una chiamata dal preside che le spiega che Miles è stato espulso per aver aggredito violentemente un suo compagno. Il ragazzo si comporta in modo maleducato e distaccato, e coinvolge la sorella in pesanti scherzi ai danni di Kate, oltre a mostrare comportamenti inquietanti. Per cercare di conoscersi meglio, Miles suggerisce di insegnare alla governante a cavalcare, raccontando che Quint, l'ex istruttore di equitazione della famiglia, è recentemente morto.
Kate comincia a essere tormentata da strani eventi, tra cui vedere strane figure e sentirsi osservata di notte. Un giorno la donna suggerisce di fare un giro in città con i bambini. Mentre stanno per uscire dalla proprietà, Flora ha una crisi isterica dopo che Kate si rifiuta di fermare l'auto. Miles si arrabbia e le intima di andarsene, ma Kate decide di rimanere a causa della promessa fatta a Flora. Dopo essersi riappacificata con i ragazzi, Kate gioca con loro a nascondino ma viene attaccata dal fantasma della signorina Jessel. Successivamente trova il diario di quest'ultima e apprende che Quint era ossessionato da lei e la terrorizzava con i suoi comportamenti, arrivando a scattarle delle foto mentre dormiva. Interrogata da Kate al riguardo, la signora Grose le dice che Quint è morto, cadendo da cavallo mentre cavalcava ubriaco, due settimane dopo che la signorina Jessel abbandonò la casa. Kate continua a vedere i fantasmi di Quint e Jessel per tutta l'abitazione, diventando paranoica.
Qualche tempo dopo, Kate riceve per posta degli strani dipinti fatti da sua madre, poi ritrova il cadavere di Jessel nello stagno vicino a casa; rientrata nella villa, ha una visione di Quint mentre stupra e strangola la donna. La signora Grose rivela di essere a conoscenza dell'accaduto e spiega a Kate di aver causato la morte di Quint per vendetta. In quel momento appare il fantasma dell'uomo che spinge Grose giù per le scale, uccidendola. Kate prende Flora e Miles e riesce a scappare con loro.
Tutto ciò si rivela però frutto della fantasia di Kate dopo aver ricevuto i dipinti della madre per posta. Uscendo dalla cucina, sorprende i bambini mentre parlano di lei e della sua situazione mentale sempre più instabile. Kate sembra vedere il fantasma di Quint e aggressivamente insiste sul fatto che anche Flora riesca a vederlo. Successivamente, Kate immagina di entrare nell'istituto in cui era reclusa sua madre e vede una persona a terra, mettendosi a urlare quando vede il suo volto.

## Produzione

### Sviluppo
Il film è entrato per la prima volta in sviluppo nel marzo 2016 ed è stato descritto come un progetto di passione per Steven Spielberg, che ne è stato produttore esecutivo, poiché voleva essere nuovamente coinvolto in un film horror. L'adattamento cinematografico ha attraversato due fasi della produzione: inizialmente come Haunted con Juan Carlos Fresnadillo come regista, poi l'ultima versione, ribattezzata The Turning, con Floria Sigismondi.

#### Progetto Fresnadillo (2016)
Il 9 marzo 2016, Deadline Hollywood ha riferito che la Amblin Entertainment aveva assunto Juan Carlos Fresnadillo per dirigere un film intitolato Haunted, ispirato alla storia di fantasmi gotica del 1898 Il giro di vite di Henry James. Il racconto sarebbe stato sceneggiato da Chad Hayes e Carey W. Hayes, con Roy Lee della Vertigo Entertainment, John Middleton e Scott Bernstein come produttori. Haunted, che doveva essere diretto sotto l'etichetta DreamWorks, sarebbe stato uno dei primi nuovi progetti da portare avanti da quando DreamWorks, Amblin e Participant Media hanno costituito i nuovi Amblin Partners alla fine del 2015 e dopo DreamWorks, che aveva distribuito i suoi film attraverso la Touchstone Pictures della Disney dal 2008, avevano colpito un nuovo accordo di distribuzione con la Universal.
Il 1º agosto 2016 venne annunciato che Alfre Woodard aveva firmato il progetto. Più tardi quel mese, Rose Leslie si unì al comando.
Il 21 settembre 2016, cinque settimane prima dell'inizio delle riprese, Spielberg ha abbandonato il progetto perché, a detta sua, la riscrittura di una pagina di Scott Z. Burns ha causato cambiamenti sismici nel tessuto della trama, alterando i personaggi, l'azione e persino il titolo, e non assomigliava più al progetto che lo studio aveva deciso di realizzare. Spielberg e la DreamWorks decisero che il miglior modo di agire fosse quello di licenziare Fresnadillo e Burns e riprendere ad usare la sceneggiatura originale di Hayes, cercando di iniziare un nuovo sviluppo con un nuovo regista nonostante 5 milioni di dollari fossero stati già spesi del budget di 17 milioni di dollari.

#### Progetto Sigismondi (dal 2017)
Il 24 agosto 2017, Deadline ha riferito che la Amblin Entertainment aveva assunto Floria Sigismondi come regista di Haunted, ora ribattezzato The Turning. Al momento si trattava soltanto di una nuova bozza di Jade Bartlett basata sulla sceneggiatura originale di Chad e Carey W. Hayes. La produzione sarebbe dovuta iniziare all'inizio del 2018 con Scott Bernstein e Roy Lee ancora collegati come produttori, insieme a Seth William Meier. Nell'ottobre 2017 Mackenzie Davis ha firmato per interpretare il ruolo principale della tata.  Nel dicembre 2017 fu annunciato che Finn Wolfhard era stato scelto come uno degli orfani, e nel gennaio 2018, Brooklynn Prince era stata scelta per interpretare l'altra bambina. Nel febbraio 2018, altri attori sono stati annunciati all'inizio della produzione principale.  Il casting di Joely Richardson è stato annunciato nel gennaio 2019.

#### Riprese
La produzione principale è iniziata in Irlanda il 14 febbraio 2018, e le riprese sono iniziate con il cast e la troupe dietro rigorosa sicurezza nella Killruddery House nella contea di Wicklow. Le riprese di Wolfhard e Prince si sono concluse il 27 marzo 2018. Le riprese principali del film sono state completate il 6 aprile 2018.

## Colonna sonora
La colonna sonora del film è composta da Nathan Barr. Lawrence Rothman e suo fratello Yves hanno aiutato a "curare" la colonna sonora originale del film, che è stata ritenuta da Thrillist migliore dello stesso film. La colonna sonora del film contiene brani di Pale Waves, Mitski, girl in red, Kali Uchis, Vagabon, Courtney Love, Warpaint, Alice Glass, The Aubreys, Lawrence Rothman e Soccer Mommy.

### Tracce
1. Mother – 3:18 – Courtney Love
2. Cop Car – 3:04 – Mitski
3. Feed – 2:44 – Soccer Mommy
4. kate's not here – 2:57 – Girl in Red
5. SkindeepSkyhighHeartwide – 4:07 – Lawrence Rothman  · Pale Waves
6. Call Me – 4:01 – Empress Of
7. The Wild – 3:01 – Vagabon
8. Getting Better (otherwise) – 2:46 – The Aubreys
9. Womb – 3:58 – Cherry Glazerr
10. The Brakes – 4:39 – Warpaint
11. Crust (neverreallyknewyou) – 2:16 – Lawrence Rothman
12. Judas Kiss – 4:29 – Lawrence Rothman  · MUNA
13. The Turn – 3:52 – Kali Uchis
14. Sleep It Off – 2:52 – Alice Glass
15. Ouroboros – 3:23 – Dani Miller
16. I Don't Know – 2:51 – Alison Mosshart
17. Take No Prisoners – 3:28 – Living Things  · Sunflower Bean
18. Crust – 2:50 – Lawrence Rothman

Durata totale: 60:36

## Distribuzione
Il primo trailer del film è stato distribuito il 9 ottobre 2019.
The Turning è stato distribuito nelle sale cinematografiche il 24 gennaio 2020, a livello nazionale e in determinati territori internazionali. La Universal Pictures aveva inizialmente programmato il film per il 22 febbraio 2019. Nel settembre 2018, la data di distribuzione del film è stata posticipata, con Dragon Trainer - Il mondo nascosto della DreamWorks Animation che ne ha preso il posto..
In Italia il film doveva essere distribuito il 29 ottobre 2020, ma a causa delle restrizioni in vigore per la pandemia di COVID-19 l'uscita è avvenuta direttamente sulla piattaforma Amazon Prime il 18 maggio 2021.

## Accoglienza

### Incassi
Al 14 febbraio 2020, The Turning ha incassato 14,7 milioni di dollari negli Stati Uniti e in Canada e 3 milioni di dollari in altri territori, per un totale mondiale di 17,7 milioni di dollari.
Negli Stati Uniti e in Canada, il film è stato distribuito in contemporanea a The Gentlemen e nel suo weekend di apertura è stato proiettato in 3.000 cinema incassando 7-9 milioni di dollari. Il film ha guadagnato 2,5 milioni di dollari nel suo primo giorno, inclusi 425.000 dollari dalle anteprime del giovedì sera. Ha debuttato a 7,3 milioni di dollari, finendo sesto al botteghino. Quindi è sceso del 56% a 3,1 milioni di dollari nel suo secondo fine settimana, finendo all'ottavo posto.

### Critica
Sul sito Rotten Tomatoes, il film ha conseguito un indice di gradimento del 13% sulla base di 87 recensioni, con una valutazione media di 3,69/10.  Su Metacritic, il film ha un punteggio medio ponderato di 36 su 100, basato su 23 critica, indicando "recensioni generalmente sfavorevoli." Il pubblico intervistato da CinemaScore ha conferito al film un raro grado medio di "F" su una scala da A+ a F, mentre PostTrak ha registrato un punteggio complessivo positivo del 34% (compreso un 0 medio su 5 stelle), con il 20% di la gente dice che consiglierebbero sicuramente il film.